# Tormenta tropical Colin (2010)
La tormenta tropical Colin fue un ciclón tropical que trajo borrascas a Bermudas y causó extensas corrientes de resaca en la costa este de Estados Unidos en agosto de 2010. El cuarto ciclón tropical y la tercera tormenta con nombre de la temporada de huracanes del Atlántico de 2010, Colin se desarrolló como depresión tropical a partir de una zona de baja presión en el Atlántico central el 2 de agosto. Después de formarse, la tormenta inicialmente se fortaleció gradualmente, alcanzando el estado de tormenta tropical a principios del 3 de agosto. Sin embargo, debido a su aceleración hacia el oeste-noroeste, Colin no pudo mantener una circulación cerrada y posteriormente degeneró en una vaguada más tarde ese mismo día. El Centro Nacional de Huracanes notó la posibilidad de regeneración en los días posteriores, y para el 5 de agosto, Colin se había convertido una vez más en un ciclón tropical. A pesar de la moderada cizalladura del viento que impactó el sistema, Colin alcanzó una intensidad máxima de 60 mph (97 km/h) el 5 de agosto. Sin embargo, la cizalladura vertical del viento impidió una mayor intensificación y finalmente debilitó la tormenta. A primeras horas del 8 de agosto, Colin se había debilitado a depresión tropical y se disipó cerca de las Bermudas poco después. Aunque permaneció a bastante distancia de la costa, Colin generó mares agitados en la costa este de Estados Unidos. Se realizaron al menos 205 rescates oceánicos. En las Bermudas, los efectos fueron generalmente mínimos. Cayeron menos de 25 mm (1 pulgada) de lluvia y los vientos se mantuvieron con una fuerza inferior a la de una tormenta tropical.

## Historia meteorológica
Los orígenes de la tormenta tropical Colin se remontan a una onda tropical alargada que se desplazó hacia el oeste desde Nigeria hasta Senegal el 28 de julio de 2010. Una vaguada casi estacionaria se separó de la onda a medida que esta continuaba hacia el oeste. Unos días después, surgió una onda tropical de mayor tamaño frente a la costa occidental de África. La consolidación de las dos ondas el 1 de agosto, cuando se situaba a unos 1,210 km (750 mi) al oeste-suroeste de las islas de Cabo Verde, generó una amplia zona de baja presión. Durante las siguientes 24 horas, la actividad de chubascos y tormentas se consolidó cada vez más con la baja presión, pero el sistema carecía de una circulación bien definida para ser considerado un ciclón tropical en ese momento. Sin embargo, al día siguiente, un paso del Dispersómetro Avanzado (ASCAT) reveló que el centro de circulación se había definido suficientemente, y el Centro Nacional de Huracanes (NHC) emitió avisos sobre la depresión tropical Cuatro a las 12:00 UTC del 2 de agosto. La depresión se organizó aún más a medida que se desplazaba alrededor de la periferia sur de una potente dorsal subtropical. La actividad de tormenta eléctrica se hizo cada vez más definida y se estima que la depresión se convirtió en la tormenta tropical Colin a las 0600 UTC del 3 de agosto, mientras su centro se encontraba a 1.350 km (840 mi) al este de las Antillas Menores.

La tormenta tropical Colin alcanzó su pico inicial de intensidad en el Atlántico abierto el 3 de agosto. Imagen satelital de un ciclón tropical. La tormenta es un conjunto de tormentas bastante desorganizado.

A primeras horas del 3 de agosto, el avance de Colin aumentó y el ciclón no pudo mantener una circulación cerrada. La tormenta tropical degeneró en vaguada a las 18:00 UTC, aunque persistieron vientos con fuerza de tormenta tropical. Mientras los remanentes pasaban al norte de las Islas de Sotavento septentrionales, un avión de reconocimiento investigó el sistema el 4 de agosto, pero no se encontró circulación cerrada. A medida que los remanentes se acercaban a una zona débil en la dorsal subtropical del Atlántico occidental el 5 de agosto, su velocidad de avance también disminuyó gradualmente. Una combinación de imágenes de microondas y satélite durante la mañana del 5 de agosto reveló la formación de una depresión cerrada, y los remanentes de Colin recuperaron la categoría de tormenta tropical en ese momento, mientras se encontraban a 450 km al noreste de San Juan, Puerto Rico.
A pesar de la cizalladura vertical del viento relativamente desfavorable que impactó a Colin, se desarrolló una intensa actividad tormentosa sobre su centro de circulación. Los datos de un avión de reconocimiento durante la tarde del 5 de agosto revelaron que el sistema alcanzó su intensidad máxima con vientos de 97 km/h (60 mph) y una presión barométrica mínima de 1005 mbar (29,7 inHg). Algunos modelos informáticos, como el Laboratorio de Dinámica de Fluidos Geofísicos (GFDL) y el modelo de Investigación y Pronóstico del Clima de Huracanes (HWRF), predijeron que Colin alcanzaría brevemente la categoría de huracán. Sin embargo, la moderada cizalladura vertical del viento circundante lo impidió. Al virar hacia el norte el 6 de agosto, el ciclón entró en una zona con cizalladura del viento cada vez más desfavorable y temperaturas superficiales del mar más frías, lo que provocó que el Centro Nacional de Huracanes (CNH) degradara a Colin a depresión tropical a las 00:00 UTC del 8 de agosto. Durante las horas siguientes, el centro de circulación del ciclón se alargó, y Colin volvió a degenerar en una vaguada a las 12:00 UTC, mientras se encontraba aproximadamente a 160 km al suroeste de Bermudas. La vaguada remanente persistió hasta la madrugada del 9 de agosto, momento en el que se encontraba a 240 km al noroeste de la isla.

## Preparativos e impacto
Tras la regeneración de Colin en ciclón tropical el 5 de agosto, el Gobierno de Bermudas emitió simultáneamente una alerta de tormenta tropical para la isla. En las playas orientadas al sur, se esperaba que Colin produjera una marejada ciclónica de entre 0,61 y 0,91 m (2 y 3 pies), que podría alcanzar hasta 1,5 m (5 pies). También se anticiparon precipitaciones importantes, con un promedio de entre 100 y 150 mm (4 y 6 pulgadas). Estos valores se redujeron posteriormente después de que Colin se debilitara el 6 de agosto, con solo un pronóstico de marejada ciclónica mínima y precipitaciones aproximadamente 1 pulgada (25 mm) menos de lo indicado anteriormente. El 7 de agosto, todas las playas de la isla estaban cerradas debido al mar agitado y las peligrosas corrientes de resaca. El crucero de Royal Caribbean, MS Explorer of the Seas, llegó a Bermudas ese mismo día y estaba previsto zarpar nuevamente el 8 de agosto; sin embargo, debido a la amenaza de Colin, el barco se vio obligado a partir más tarde ese día en lugar de pasar la noche. El 8 de agosto, la alerta de tormenta tropical vigente para Bermudas se degradó a vigilancia cuando Colin se debilitó a depresión tropical; se suspendió horas más tarde cuando la tormenta se disipó rápidamente.
Debido a que Colin se debilitó a depresión tropical antes de su paso más cercano a Bermudas, sus efectos fueron significativamente menores de lo previsto inicialmente. Los vientos de la tormenta alcanzaron los 50 km/h (31 mph), con ráfagas de hasta 60 km/h (37 mph). Las precipitaciones se limitaron a chubascos y tormentas eléctricas aisladas; el Aeropuerto Internacional de Bermudas registró 4,1 mm (0,16 pulgadas) de lluvia en relación con Colin. No se reportaron daños en toda la isla.
Aunque estaba situado a varios cientos de millas de la costa este de los Estados Unidos, se esperaba que los efectos externos de Colin crearan peligrosas corrientes de resaca a lo largo de las costas de Carolina del Norte y Carolina del Sur, así como olas de hasta 3 a 4 pies (0,91 a 1,22 m). El 7 de agosto, un hombre de 51 años se ahogó en la costa de Ocracoke, Carolina del Norte, tras quedar atrapado en una corriente de resaca. Poco después de su muerte, las autoridades emitieron amenazas de resaca y de resaca para la región. Entre el 7 y el 9 de agosto se realizaron al menos 205 rescates oceánicos a lo largo de la costa de Carolina del Norte debido al mar agitado producido por Colin.